# Aliaxei Skurkovski
Aliaxei Skurkovski –en bielorruso, Аляксей Скурковский; transliteración rusa, Alexei Skurkovski– es un deportista bielorruso que compitió en piragüismo en la modalidad de aguas tranquilas. Ganó una medalla de plata en el Campeonato Mundial de Piragüismo de 2002, en la prueba de K4 500 m, y dos medallas de bronce en el Campeonato Europeo de Piragüismo de 2001.

## Palmarés internacional
| Campeonato Mundial | Campeonato Mundial | Campeonato Mundial | Campeonato Mundial |
| Año                | Lugar              | Medalla            | Competición        |
| ------------------ | ------------------ | ------------------ | ------------------ |
| 2002               | Sevilla (España)   | Medalla de plata   | K4 500 m           |
| Campeonato Europeo |                    |                    |                    |
| Año                | Lugar              | Medalla            | Competición        |
| 2001               | Milán (Italia)     | Medalla de bronce  | K4 500 m           |
| 2001               | Milán (Italia)     | Medalla de bronce  | K4 1000 m          |